# 무선 분배 시스템
무선 분배 시스템(Wireless distribution system, WDS)는 접속 범위를 확장시키는 기능이다. 단, 동시 접속자를 늘려주는 것은 아니다. 만약 동시 접속자 수를 늘리기 위해서는 AP 통합관리나 AP Array 같은 보다 향상된 기술을 요한다.

## 같이 보기
- 네트워크 브리지
- 무선 메시 네트워크